# Acropora wallacea
Espèce
Acropora wallacea est une espèce de coraux appartenant à la famille des Acroporidae.